# Ambeyrac
Ambeyrac è un comune francese di 186 abitanti situato nel dipartimento dell'Aveyron nella regione dell'Occitania.

## Società

### Evoluzione demografica
Abitanti censiti